# Walter Stanietz
Walter Leo Josef Stanietz (* 31. August 1907 in Kattowitz; † 13. Mai 1965 in Kritzenast, Oberpfalz) war ein deutscher Schriftsteller und Bühnenautor sowie Mitglied des literarischen Kreises um Gerhart Hauptmann.
Stanietz wurde in der Zeit des Nationalsozialismus für seine teilweise der Blut-und-Boden-Ideologie zuordenbaren Theaterstücke bekannt. Die Bühnenwerke – zum Teil in schlesischer Mundart – handeln von einfachen Bauern Schlesiens und deren tragischen Schicksalen sowie der Suche nach dem Erhabenen in ehrbarer Arbeit und in der Natur. Nach dem Zweiten Weltkrieg beschäftigte sich Stanietz mit der Esoterik und wurde Schüler des indischen Philosophen Paramahansa Yogananda. Sein Spätwerk kreist in Meditationen, Aufsätzen und Erzählungen um letzte Fragen des Seins.

## Leben
Walter Stanietz verbrachte die frühe Kindheit in Kattowitz in Oberschlesien, dessen Landschaft und Menschen sein Werk prägen. Während seiner Schulzeit zog die Familie nach Landeshut in Niederschlesien. Hier besuchte der Junge das Real-Gymnasium, verließ die Schule jedoch ohne Abschluss. Danach begann er auf Wunsch der Eltern eine kaufmännische Tätigkeit in Glogau, doch prägend für seinen Werdegang waren Begegnungen mit dem Grüssauer Benediktinerprior Justinus und dem Schriftsteller Gerhart Hauptmann sowie Aufführungen einer Wanderbühne. Stanietz suchte den Kontakt zu dem literarischen Kreis um Gerhart Hauptmann und fing an, selbst zu schreiben.
Erfolg hatte sein erstes Theaterstück Die Grunerts, welches 1935 in Bochum uraufgeführt und anschließend auf 28 weiteren Bühnen gespielt wurde. Wenig später erschien das Drama Der Bauernkanzler, das Geschehnisse des Bauernkrieges thematisierte. 1936 erfolgte die Uraufführung zur gleichen Zeit an den Bühnen in Münster, Königsberg und Breslau.
Nach einem Aufenthalt in der Künstlerkolonie auf Hiddensee hielt sich Stanietz in der Theatermetropole Berlin auf. Mitte der dreißiger Jahre kehrte er jedoch nach Schlesien zurück, wo er in Steinseiffen, in der Nähe von Krummhübel im Riesengebirge, die für sein Schaffen maßgebliche Bleibe fand. Hier verfasste er vor allem Dramen über das schwere, aber ehrbare, der Natur verbundene Leben der schlesischen Landbevölkerung.
Zu dieser Zeit entstanden die Tragödie Das Kind Gustl und das Schauspiel Der Weg der Marie Tschenscher. Letzteres wurde 1936 am Alten Theater Leipzig uraufgeführt und erlebte anschließend Aufführungen an 50 weiteren deutschen Bühnen. Die Mutter, 1938 in Mannheim uraufgeführt, ging über 90 Bühnen, wurde übersetzt und ging in französischer Sprache nach Paris. Selbst das weniger bekannt gewordene, 1939 veröffentlichte Schauspiel Johann Hesse wurde an 20 Bühnen gespielt. 1940 wurde ein Roman mit dem Titel Das tägliche Brot beim Berliner Fischer Verlag veröffentlicht. Das Werk wurde sofort ein Erfolg und erlebte vier weitere Auflagen. 1941 erhielt Stanietz durch den Kattowitzer Gauleiter Fritz Bracht den Oberschlesischen Kulturpreis. 1942 erschien ein weiterer Roman Die Brüder und die Magd, dessen Stoff einige Jahre später zum Drama umgearbeitet wurde.
Höhepunkt der Karriere als Dramatiker war die erfolgreiche Inszenierung der 1941 geschriebenen Ballade am Strom durch Heinrich George. Die Uraufführung dieses Stückes unter dem Titel Katrin fand 1943 am Schillertheater in Berlin statt. Außer Heinrich George wirkten die bekannten Schauspieler Berta Drews, Horst Caspar und Ernst Schröder mit.
Nach Kriegsende blieb Walter Stanietz zunächst in dem inzwischen von Polen besetzten Schlesien und wurde kurzzeitig inhaftiert. Auf Fürsprache Gerhart Hauptmanns wurde er entlassen. Nach dem Tode seines großen Vorbilds war der Dichter am 21. Juli 1946 Mitfahrender des Gerhart-Hauptmann-Sonderzuges nach Dresden. 1948 gelangte er schließlich in den abgelegenen Ort Kritzenast im Bayerischen Wald, fernab der Theaterwelt der Nachkriegszeit. Die Aufführung eines letzten Bühnenstückes erlebte Stanietz 1952. Sein 1945 verfasstes Drama Die Brüder, für das er bei den Pfingstfesttagen der Sudetendeutschen 1950 in Kempten mit dem Adalbert-Stifter-Preis ausgezeichnet worden war, wurde in Donaueschingen aufgeführt.
In seinem letzten Lebensabschnitt beschäftigte Walter Stanietz ein gewisses „Zuendedenken“, was im Diesseitigen schon das Jenseitige in Betracht zieht. Das Spätwerk (zum Teil posthum veröffentlicht) mit Titeln wie Der Stufenweg zum Selbst (1964), Zum Paradies des Menschen (1965), Der Vollendete (1971), Hinführung zum Schweigen (1977), Tempel ohne Türen, ohne Tore (1999) wird vor allem in esoterischen Kreisen geschätzt.
Walter Stanietz starb am 13. Mai 1965 an einem Herzinfarkt in Kritzenast. Das Grab befindet sich noch auf dem Friedhof im Nachbardorf Ast (Kreis Waldmünchen).
Walter Stanietz war in erster Ehe mit Gerda Tschechne verheiratet. Seit 1945 war er in zweiter Ehe mit Uta Charlotte Schibura verheiratet und hatte eine Tochter. Die Witwe starb am 15. Januar 2016 in Rottach-Egern. Drei weitere Töchter und ein Sohn stammen aus anderen Verbindungen.

## Werke

### Dramen
- Rolf Grunert. Eine Tragödie (alternativer Titel: Die Grünerts). Albert Langen-Georg Müller, Berlin 1935. UA 1935 in Bochum unter dem Titel Die Grünerts.
- Der Bauernkanzler. Schauspiel. Albert Langen-Georg Müller, Berlin 1935. UA 1936 gleichzeitig in Münster, Königsberg (Inszenierung Hans Tügel) und Breslau.
- Das Kind Gustl. Eine Tragödie. (1935?).
- Der Weg der Marie Tschenscher. Schauspiel. (alternative Titel: Die Tschenschermarie, Die arme Liebe). Albert Langen-Georg Müller, Berlin 1937. UA 1936 am Alten Theater in Leipzig.
- Johann Hesse. Schauspiel. S. Fischer, Berlin 1939. UA 6. Juni 1940 am Staatstheater Braunschweig.
- Die Mutter. Schauspiel. Badische Bühne, Karlsruhe 1939. UA am 12. November 1938 am Nationaltheater in Mannheim.
- Katrin. Schauspiel. (Arbeitstitel: Ballade am Strom.) Suhrkamp, Berlin 1941. UA 1943 am Schillertheater in Berlin; Regie: Heinrich George; mit Heinrich George, Berta Drews, Horst Caspar und Ernst Schröder.
- Die Brüder. Schauspiel. Rohrbacher, Donaueschingen 1952.

### Prosa
- Geheimnis. In: Gerhart Hauptmann – Wie ich Werk und Mensch erlebte. Mit einem unveröffentlichten Gedicht von Gerhart Hauptmann. In Die Schlesische Reihe, hrsg. von Egon H. Rakette, 1. Heft, Wilh. Gotl. Korn Verlag, Breslau 1938.
- Das Tägliche Brot. Fischer, Berlin 1940.
- Die Brüder und die Magd. Adam Kraft Verlag, Karlsbad und Leipzig 1942.
- Der Grausame Berg. In: Ernst Günther Bleisch (Hrsg.): Zauber Schlesiens. Gräfe und Unzer Verlag, München 1962.
- Der Stufenweg zum Selbst. Schwab, Gelnhausen 1964.
- Zum Paradies des Menschen. Baum, Pfullingen/Württemberg 1965.
- Der Vollendete. Drei-Eichen, München 1971.
- Hinführung zum Schweigen. Verlag der Helfenden, Krün 1977.
- Tempel ohne Türen ohne Tore. Annapurna, München 1999.

### Lyrik
- Gedichte. Divine Light Zentrum, Winterthur 1980.